# علمي أحناش
علمي أحناش (20 سبتمبر 1969) هو مدرب كرة قدم مغربي ولاعب دولي سابق.

## مسيرته الكروية
أمضى حياته المهنية في هولندا، حيث لعب أكثر من 200 مباراة احترافية طوال مسيرته، كما لعب 20 مباراة في الدوري الهولندي الممتاز مع نادي آم في في ماستريخت [الإنجليزية]، كما لعب مرة واحدة في عام 1996 مع المنتخب المغربي، وتقاعد في عام 2004.

## مهنة التدريب
بدأ علمي حياته المهنية عندما أصبح مدرباً لنادي إيمن للشباب، وفي عام 2009، عُيّن مدربًا رئيسياً للهواة PKC '83، ثم شغل نفس المنصب مع نادي فونفاغين كامب إيمين [الإنجليزية] في عام 2010، كما عمل لفترة وجيزة كمساعد لنادي الجزيرة الإماراتي في عام 2006.

## حياته الشخصية
شقيقه الأصغر سفيان أحناش لاعب كرة قدم محترف حالياً. وابن عمه أنس أحناش لاعب كرة قدم أيضًا.

## روابط خارجية
- علمي أحناش على موقع قاعدة بيانات كرة القدم.إي يو (الإنجليزية)
- علمي أحناش على موقع ناشيونال فوتبول تيمز (الإنجليزية)